# Самійлівка (Запорізький район)
Самі́йлівка — село в Україні, у Запорізькому районі Запорізької області. Входить до складу Тернуватської селищної громади. Населення становить 438 осіб.

## Географія
Село Самійлівка знаходиться на відстані 3 км від сіл Світла Долина, Голубкове та Зорівка. По селу протікає пересихаючий струмок з загатою.

## Історія
Село засноване в 1879 році переселенцями з Новомиколаївки.
Під час організованого радянською владою Голодомору 1932—1933 років померло щонайменше 157 жителів села.
До 2019 року орган місцевого самоврядування - Самійлівська сільська рада.

## Економіка
- «Агросистема-Лан», ТОВ.
- «Відродження», ТОВ.
- «Світанок», ТОВ.

## Об'єкти соціальної сфери
- Школа.
- Дитячий садочок.
- Будинок культури.
- Фельдшерсько-акушерський пункт.